# Beker van Niger
De Beker van Niger is het nationale voetbalbekertoernooi van Niger dat wordt georganiseerd door de Fédération Nigerienne de Football (FNFB). Zoals de meeste bekercompetities wordt met het knock-outsysteem gespeeld.

## Finales
| Jaar | Winnaar      | Uitslag      | Finalist               |
| ---- | ------------ | ------------ | ---------------------- |
| 1974 | Sahel SC     | 3-0          | Magaria (Zinder)       |
| 1975 | Olympic      | 2-1          | Tessaoua FC (Tessaoua) |
| 1976 | Liberté      | 2-1          | Espoir                 |
| 1977 | Olympic      | 4-2          | Espoir                 |
| 1978 | Sahel SC     | 4-3          | Espoir                 |
| 1979 | AS Niamey    | 5-1          | Ader Club (Tahoua)     |
| 1980 | AS Niamey    | 1-0          | Zindourma FC           |
| 1981 | AS Niamey    | 1-1, 3-0     | Maradi FC (Maradi)     |
| 1982 | Zindourma FC | 2-1          | AS Niamey              |
| 1983 | Jangorzo FC  | 3-3 ns (4-3) | Olympic                |
| 1984 | Espoir       | 1-0          | Liberté                |
| 1985 | Espoir       | 1-1 ns (6-5) | Olympic                |
| 1986 | Sahel SC     | 2-0          | Yadio FC 104           |
| 1987 | Liberté      | 2-0          | Ader Club              |
| 1988 | Liberté      | 1-1 ns (6-5) | Ader Club              |
| 1989 | Liberté      | 2-1          | Ader Club              |
| 1990 | Olympic      | 1-0          | Liberté                |
| 1991 | Olympic      | 0-0 ns (4-3) | Sahel SC               |
| 1992 | Sahel SC     | 2-1          | Olympic                |
| 1993 | Sahel SC     | 2-1          | Olympic                |

| Jaar                          | Winnaar      | Uitslag      | Finalist                |
| ----------------------------- | ------------ | ------------ | ----------------------- |
| 1994                          | Zumunta AC   | 3-1          | Espoir                  |
| 1995                          | ASFAN        | 3-1          | Liberté                 |
| 1996                          | Sahel SC     | 3-2          | JS du Ténéré            |
| 1997                          | JS du Ténéré | 6-2          | Jangorzo FC             |
| 1998                          | JS du Ténéré | 4-0          | Liberté                 |
| 1999                          | JS du Ténéré | 2-0          | Sahel SC                |
| 2000                          | JS du Ténéré | 3-1          | Olympic                 |
| 2001                          | Akokana FC   | 1-1 ns (5-4) | Jangorzo FC             |
| 2002 niet gehouden            |              |              |                         |
| 2003                          | Olympic      | 4-1          | Alkali Nassara (Zinder) |
| 2004                          | Sahel SC     | 2-1          | Akokana FC              |
| 2005 bekertoernooi afgebroken |              |              |                         |
| 2006                          | Sahel SC     | ?            | AS-FNIS                 |
| 2007                          | AS-FNIS      | 3-0          | Espoir                  |
| 2008                          | AS Police    | 2-0          | Akokana FC              |
| 2009                          | ASFAN        | 1-0          | AS-FNIS                 |
| 2010                          | ASFAN        | 2-1          | AS GNN                  |
| 2011                          | Sahel SC     | 1-0          | Jangorzo FC             |
| 2012                          | Sahel SC     | 2-1          | Urana FC (Arlit)        |
| 2013                          | AS Nigelec   | 1-0          | Akokana FC              |

## Prestatie per club
| Club         | Plaats | Aantal | in                                                         |
| ------------ | ------ | ------ | ---------------------------------------------------------- |
| Sahel SC     | Niamey | 10     | 1974, 1978, 1986, 1992, 1993, 1996, 2004, 2006, 2011, 2012 |
| Olympic      | Niamey | 05     | 1975, 1977, 1990, 1991, 2003                               |
| Liberté      | Niamey | 04     | 1976, 1987, 1988, 1989                                     |
| JS du Ténéré | Niamey | 04     | 1997, 1998, 1999, 2000                                     |
| AS Niamey    | Niamey | 03     | 1979, 1980, 1981                                           |
| ASFAN        | Niamey | 03     | 1995, 2009, 2010                                           |
| Espoir       | Zinder | 02     | 1984, 1985                                                 |
| Zindourma FC | Zinder | 01     | 1982                                                       |
| Jangorzo FC  | Maradi | 01     | 1983                                                       |
| Zumunta AC   | Niamey | 01     | 1994                                                       |
| Akokana FC   | Arlit  | 01     | 2001                                                       |
| AS-FNIS      | Niamey | 01     | 2007                                                       |
| AS Police    | Niamey | 01     | 2008                                                       |
| AS Nigelec   | Arlit  | 01     | 2013                                                       |

Algerije ·
Angola ·
Benin ·
Botswana ·
Burkina Faso ·
Burundi ·
Centraal-Afrikaanse Republiek ·
Comoren ·
Congo-Brazzaville ·
Congo-Kinshasa ·
Djibouti ·
Egypte ·
Equatoriaal-Guinea ·
Ethiopië ·
Gabon ·
Gambia ·
Ghana ·
Guinee ·
Guinee-Bissau ·
Ivoorkust ·
Kameroen ·
Kenia ·
Lesotho ·
Liberia ·
Libië ·
Madagaskar ·
Mali ·
Marokko ·
Mauritanië ·
Mauritius ·
Mozambique ·
Namibië ·
Niger ·
Nigeria ·
Oeganda ·
Réunion ·
Rwanda ·
Sao Tomé en Principe ·
Senegal ·
Seychellen ·
Sierra Leone ·
Soedan ·
Somalië ·
Swaziland ·
Tanzania ·
Togo ·
Tsjaad ·
Tunesië ·
Zambia ·
Zimbabwe ·
Zuid-Afrika